# (6101) Tomoki
(6101) Tomoki est un astéroïde de la ceinture principale.

## Description
(6101) Tomoki est un astéroïde de la ceinture principale. Il fut découvert le 1er mars 1993 à Oohira par Takeshi Urata. Il présente une orbite caractérisée par un demi-grand axe de 2,25 UA, une excentricité de 0,12 et une inclinaison de 4,6° par rapport à l'écliptique.

## Compléments